# Roth Racing
A Roth Racing foi uma equipe canadense de corridas automobilísticas que competiu pela Indy Racing League entre 2004 e 2008. A equipe foi fundada em 2004 pelo empresário e piloto Marty Roth, para disputar a Indy Pro Series (atual Indy Lights).

## Trajetória na IndyCar
A estreia da Roth na IndyCar foi em 2004, nas 500 Milhas de Indianápolis, com um carro pintado em várias cores.
Em 2005, disputou novamente a Indy 500, onde o patrão e piloto Marty Roth não completou a corrida por problemas mecânicos. No ano seguinte, disputou quatro provas (incluindo as 500 Milhas, onde não se classificou), onde o melhor resultado foi um décimo-segundo lugar conquistado pelo norte-americano P. J. Chesson, no GP de Homestead. 
A equipe disputaria novamente quatro corridas em 2007, novamente com Roth e Chesson. O melhor resultado foi um décimo-quarto lugar, em Chicago. Em 2008, disputou sua única temporada completa na já reunificada IndyCar. Marty Roth permaneceria como manager e piloto, correndo 16 provas. O inglês Jay Howard e o norte-americano John Andretti (irmão de Michael Andretti) disputaram, respectivamente, seis e cinco etapas. O melhor resultado da Roth foi um décimo-primeiro lugar obtido por John Andretti, no GP de Iowa.
A Roth tentou se inscrever para a Indy 500 de 2009, com os carros #25 e #52. Marty Roth seria um dos pilotos, mas, desgostoso por ter sido impedido de correr pela organização da categoria, que o colocou para disputar "algumas provas em ovais" e do GP de Toronto (cidade natal do piloto-chefe de equipe), anunciou sua aposentadoria como piloto e vendeu o time para Alex Tagliani, Andre Azzi e Joe Freudenberg, que o transformaram em FAZZT Race Team. Porém, especulava-se que Nelson Philippe (ex-piloto da Champ Car) seu irmão Richard e familiares da dupla comprariam o espólio da Roth, transformando-a no Team France. Porém, o projeto foi arquivado.

## Pilotos
- Marty Roth (2004-2008)
- P. J. Chesson (2006-2007)
- John Andretti (2008)
- Jay Howard (2008)

## Ligações Externas
- (em inglês) Site oficial da Roth Racing